# Гарлі Грем
«Гарлі» Грем, повне імя Гаррієт Гарретт Грем (англ. Harriet Garrett «Harley» Graham; нар. 6 серпня 2001, Маямі, Флорида, США) — американська кіно та телеакторка, найвідоміша за своєю роллю Франчески «Френкі» Макнейл у ситкомі «Анатомія Ґрей».

## Життєпис
Гарлі Грем народився 6 серпня 2001 року в місті Маямі, штат Флорида, США. Згодом переїхала з сім'єю у Південну Каліфорнію. У неї є брат.
Вперше з'явилася на телебаченні у 2005 році, коли їй було чотири роки, в телесеріалі «Сильні ліки».
У 2009 році зафільмувалася у музичному кліпі «Brick by Boring Brick» гурту «Paramore».

## Фільмографія
| Рік       |    | Українська назва                              | Оригінальна назва                               | Роль                       |
| --------- | -- | --------------------------------------------- | ----------------------------------------------- | -------------------------- |
| 2019      | с  | Ранкове шоу                                   | The Morning Show                                | Бредлі Джексон у юності    |
| 2019      | тф | Різдво у Луїзіані                             | Christmas in Louisiana                          | Керол                      |
| 2018—2019 | с  | Легкий, як пір'їнка                           | Light as a Feather                              | Лена Реґан, сестра Марка   |
| 2015      | ф  | Палкі втікачки                                | Hot Pursuit                                     | дівчина                    |
| 2015      | с  | CSI: Місце злочину                            | CSI: Crime Scene Investigation                  | Кара Нолан                 |
| 2015      | вг | The Culling                                   | The Culling                                     | Люсі                       |
| 2014      | ф  | Мерсі                                         | Mercy                                           | Фібі                       |
| 2014      | с  | Анатомія Ґрей                                 | Grey's Anatomy                                  | Франческа «Френкі» Макнейл |
| 2013      | с  | Передмістя                                    | Suburgatory                                     | дівчинка                   |
| 2013      | ф  | Супер приятелі                                | Super Buddies                                   | Аліса                      |
| 2013      | вг | Стародавні Сувої 5: Дракононароджений         | The Elder Scrolls V: Skyrim — Dragonborn        | Аета                       |
| 2013      | с  | Історії про смерть                            | Deadtime Stories                                | Керолайн Берґер            |
| 2013—2018 | мс | Софія Прекрасна                               | Sofia the First                                 | принцеса Кліо              |
| 2012      | вг | Стародавні Сувої 5: Вогнище                   | The Elder Scrolls V: Skyrim — Hearthfire        | Люсія / Софі               |
| 2012      | ф  | Підкорювачі хвиль                             | Chasing Mavericks                               | Кім у дитинстві            |
| 2012      | ф  | Людина, яка потиснула руку Вісенту Фернандесу | The Man Who Shook the Hand of Vicente Fernandez | Морін                      |
| 2011      | вг | Стародавні Сувої V: Скайрім                   | The Elder Scrolls V: Skyrim                     | Адара / Аґні / Брейт       |
| 2011      | с  | Криміналісти: мислити як злочинець            | Criminal Minds                                  | Гетер Меннінґ              |
| 2011      | ф  | Тор                                           | Thor                                            | дитина вікінґів            |
| 2011      | с  | Подія                                         | The Event                                       | маленька дівчинка          |
| 2010      | с  | АйКарлі                                       | ICarly                                          | Сем у дитинстві            |
| 2010      | с  | Парки та зони відпочинку                      | Parks and Recreation                            | Дакота                     |
| 2010      | с  | Мертва справа                                 | Cold Case                                       | Лілі у дитинстві           |
| 2009      | с  | У Філадельфії завжди сонячно                  | It's Always Sunny in Philadelphia               | Ді у юності                |
| 2009      | с  | Медіум                                        | Medium                                          | Люсі Карлов                |
| 2009      | с  | Дні нашого життя                              | Days of Our Lives                               | Трейсі                     |
| 2009      | ф  | Без ансамблю                                  | Dance Flick                                     | Сінді Брейді               |
| 2008      | с  | До самої смерті                               | 'Til Death                                      | маленька дівчинка          |
| 2008      | с  | Менталіст                                     | The Mentalist                                   | дівчинка                   |
| 2007      | тф | Найбільше шоу на землі                        | The Greatest Show Ever                          | маленька дівчинка          |
| 2006—2009 | с  | Зухвалі і красиві                             | The Bold and the Beautiful                      | Александра Форрестер       |
| 2006      | кф | Мрія                                          | Daydream                                        | Олівія                     |
| 2006      | кф | Стрибок долі                                  | Leap of Fate                                    | маленька дівчинка          |
| 2005      | с  | Ти не та людина, за яку я вийшла заміж        | You're Not the Man I Married                    | маленька дівчинка          |
| 2005      | с  | Сильні ліки                                   | Strong Medicine                                 | Софі                       |